# وليم خمو وردا
وليم خمو وردا هو صحفي وناشط عراقي من أصل آشوري. كان عضوًا بارزًا في الحركة الديمقراطية الآشورية في العراق، ومديرًا عامًا لقناة آشور التلفزيونية، قبل أن يشارك في تأسيس منظمة حمورابي لحقوق الإنسان مع زوجته باسكال إيشو وردة، التي شغلت منصب وزيرة الهجرة والمهجرين في الحكومة العراقية المؤقتة.

## حياته المهنية
وُلد وليم في الموصل، العراق، عام 1961 ودرس الهندسة المدنية في جامعة الموصل، وحصل على شهادة الماجستير في العلاقات الدولية والعلوم السياسية من جامعة بغداد. شارك وليم في النشاط الآشوري منذ وقت مبكر، حيث انضم إلى الحركة الديمقراطية الآشورية منذ أوائل التسعينيات. وفي عام 2000، أصبح رئيس تحرير صحيفة بهرا والمدير التنفيذي لقناة آشور التلفزيونية في دهوك.
في عام 2005، قام وليم وزوجته باسكال بتأسيس منظمة حمورابي لحقوق الإنسان، وهي منظمة غير ربحية تراقب انتهاكات حقوق الإنسان وتعارضها ضد أعضاء الأقليات العراقية. شغل وليم منصب رئيس المنظمة من 2007 إلى 2013، وخلال فترة رئاسته، حصلت المنظمة على جائزة حقوق الإنسان لعام 2012 من وزارة الخارجية الأميركية. منذ عام 2015، يشغل وليم منصب رئيس تحالف الأقليات العراقية، وهو تحالف يضم مجموعة من منظمات المجتمع المدني يسعى لتعزيز التعاون بين مجتمعات الأقليات العراقية المتنوعة، والتي تشمل المسيحيين الآشوريين، والشبك، والمندائيين، والكاكائيين، والبهائيين، والأكراد الفيليين، واليزيديين.
ركز وليم باستمرار على تضخيم أصوات مجتمعات الأقليات في العراق، وخاصة الجماعات المسيحية، حيث قدّر أن أغلب المسيحيين غادروا البلاد نتيجة الغزو الأمريكي والهجمات الطائفية.

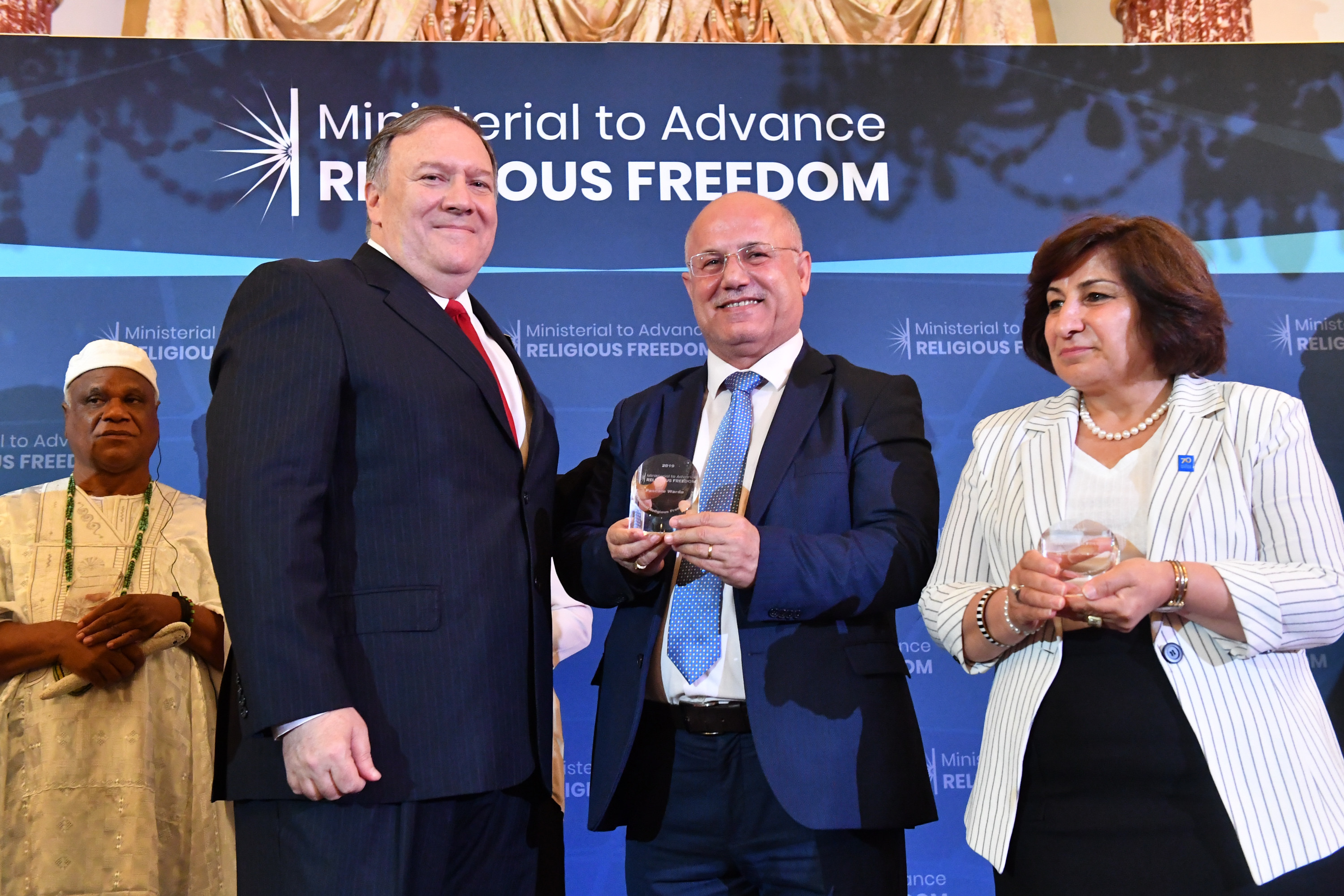
وليم وزوجته باسكال مع وزير الخارجية الأمريكي السابق مايك بومبيو خلال حفل توزيع جوائز الحرية الدينية الدولية لعام 2019 في وزارة الخارجية الأمريكية، واشنطن العاصمة، 17 يوليو 2019.

كما تحدث عن معاناة اليزيديين خلال الإبادة الإيزيدية، وانتقد نقص الديمقراطية في المشهد السياسي العراقي بعد داعش.
وفي عام 2019، منحت وزارة الخارجية الأمريكية وليم وباسكال جائزة الحرية الدينية الدولية في نسختها الأولى. وفي نفس العام، تم اختيار وليم ليكون المتحدث الرسمي باسم رئيس الوزراء العراقي آنذاك، عادل عبد المهدي، وتحدث عن تطورات الأوضاع في العراق في عدة مناسبات خلال فترة ولاية عبد المهدي.

## وصلات خارجية
- مقابلة خاصة مع الاعلامي والسياسي وليم وردا
- وليم وردا ينال شهادة الماجستير بدرجة إمتياز في العلوم السياسية جامعة بغداد